# Pejaligan
Pejaligan, albansk politisk rörelse. grundad 1899 i staden Peja i nuvarande Kosovo. Den leddes av dess grundare Haxhi Zeka. Pejaligan var en efterföljare av dess föregångare Prizrenligan med samma mål (att uppnå självständighet för hela Osmanska Albanien). Ansträngningar för grundandet av Pejaligan påbörjades redan 1896 och steget före förverkligandet hölls ett möte i Jakova 1897. Pejaligan var delad i två grupper; konservativa som ville skapa ett Albanien med de fem provinserna (Salonika inkluderad), och radikala som ville endast ha ett Albanien med de fyra traditionella albanska provinserna i det osmanska riket. Pejaligan upphörde sina aktiviteter år 1900 efter en sammanstötning med osmanska styrkor.